# Malaisemyia rajah
Malaisemyia rajah är en tvåvingeart som beskrevs av Alexander 1967. Malaisemyia rajah ingår i släktet Malaisemyia och familjen hårögonharkrankar. Inga underarter finns listade i Catalogue of Life.